# Шрек Трети
„Шрек Трети“ или „Шрек 3“ (на английски: Shrek The Third/Shrek 3) е американска компютърна анимация от 2007 г., базиран на книгата „Шрек“ на Уилям Стийг, режисиран е от Крис Милър (в неговия режисьорски дебют), това е третата част на „филмовата поредица „Шрек“ и продължение на „Шрек 2“ (2004). Озвучаващия състав се състои от Майк Майърс, Еди Мърфи, Камерън Диас, Антонио Бандерас, Джули Андрюс, Джон Клийз, Рупърт Еверет, Ерик Айдъл и Джъстин Тимбърлейк.
Премиерата на филма е във Лос Анджелис на 6 май 2007 г., и е пуснат в САЩ на 18 май 2007 г., след шест години, когато първият филм е пуснат на екран. Филмът спечели $813 милиона с бюджет от $160 милиона. Номиниран е за „награда БАФТА за най-добър анимационен филм“. „Шрек Трети“ е последният филм в едноименната поредица, копродуциран от Pacific Data Images, закрита през 2015 г. Продължението „Шрек завинаги“ е пуснат на 21 май 2010 г.

## Актьорски състав
- Майк Майърс – Шрек
- Еди Мърфи – Магарето
- Камерън Диас – Принцеса Фиона
- Антонио Бандерас – Пух в чизми
- Джули Андрюс – Кралица Лилиан
- Джон Клийз – Крал Харолд
- Рупърт Еверет – Принц Славен
- Ерик Айдъл – Мерлин
- Джъстин Тимбърлейк – Артур
- Конрад Върнън – Джинджи, Ръмпелстилскин
- Коуди Камерън – Пинокио, Трите прасенца, Фъргъс
- Лари Кинг – Дорис
- Кристофър Найтс – Трите слепи мишки
- Ейми Поулър – Снежанка
- Мая Рудолф – Рапунцел
- Ейми Седарис – Пепеляшка
- Арън Уорнър – Вълкът
- Чери Отери – Спящата красавица
- Франк Уелкър – Дракона
- Иън Макшейн – Капитан Хук
- Сюзън Блейксли – Злата кралица
- Реджис Филбин – Мейбъл
- Марк Валей – Циклопът
- Крис Милър – Майстор на кукли
- Джон Кразински – Ланселот
- Сет Роугън – Капитанът на кораба
- Том Кейн – Страж 1
- Кари Уолгрън – Старата дама

## В България
В България филмът е пуснат по кината на 31 август 2007 г. от Прооптики България.
През декември 2007 г. е пуснат на DVD от Александра Видео.
На 7 август 2010 г. се излъчва за първи път по Нова телевизия, с разписание събота от 20:00 ч.
От 27 август 2017 г. до декември 2019 г. е излъчен многократно по bTV и bTV Comedy.
На 2 април 2022 г. е излъчен по FOX.